# Volkswagen Schwimmwagen

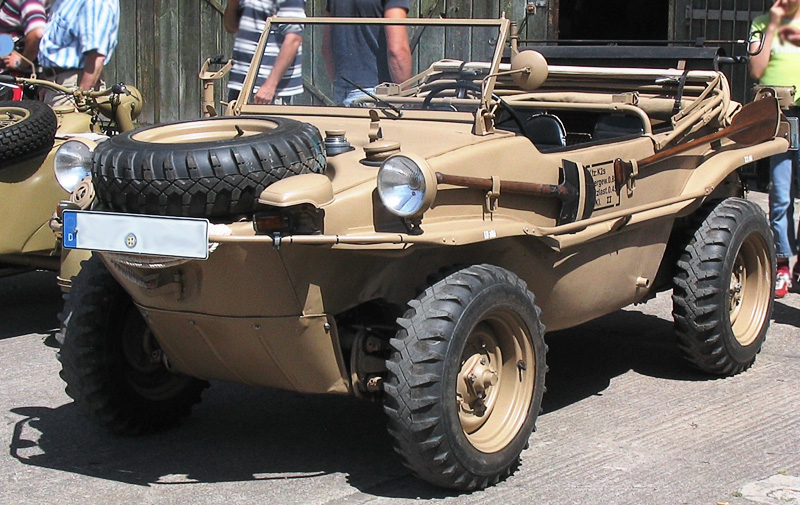
VW Schwimmwagen

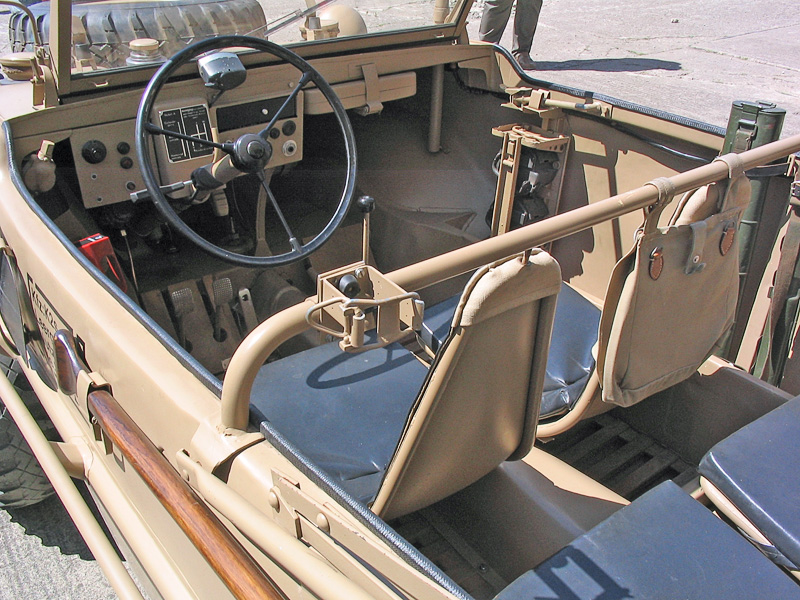
Interiör

Volkswagen Schwimmwagen Typ 166 är en amfibiebil från Volkswagen som lanserades den 21 september 1940. Fordonet är fyrhjulsdrivet. Redan från början levererades den med en starkare motor än Kübelvagen med en cylindervolym på 1 131 cm³ och 24,5 hk. Motortypen blev från mars 1943 standard på alla VW-modeller under kriget.
Det är den enda bil från Volkswagen som utrustats med centralsmörjning. När bilen hade varit i vatten var det viktigt att alla smörjnipplar fick nytt fett, dels för smörjningen och dels för att tränga ut eventuellt vatten. Med centralsmörjningssystemet kunde man få bilen smord med några tryck på en knapp. Bilen hade en trebladig propeller som drevs med tre kedjor för styrka och hållbarhet. En gångjärnskonstruktion förband hela paketet med en kopplingsanordning direkt på vevaxeln. Det stora problemet var att fordonet inte kunde backa i vatten. Styrningen sköttes med framhjulen eller genom att lägga fordonet i backväxel, vilket var primitivt men fungerade i de hastigheter som var aktuella.
Serieproduktionen startade hösten 1942 och under året tillverkades 511 fordon. 1943 tillverkades 8 258 stycken. Under slutet av 1944 uppstod produktionsproblem på grund av de allierades bombningar av fabriken. Den sista bilen tillverkades 26 augusti 1944. Produktionen upphörde på grund av att karosserierna från företaget Ambi-Budd i Berlin inte kunde levereras. Enligt Volkswagenwerks siffror tillverkades totalt 14 276 exemplar av Typ 166.